# Liechtenstein i olympiska sommarspelen 1952
Liechtenstein deltog med 2 deltagare vid de olympiska sommarspelen 1952 i Helsingfors. Ingen av landets deltagare erövrade någon medalj.